# Bateria da Prainha
A Bateria da Prainha localizava-se na antiga enseada da Prainha, ao final da atual rua do Acre, no centro histórico da cidade e estado do Rio de Janeiro, no Brasil.

## História
Também conhecida como Reduto da Prainha, cobria aquele ancoradouro onde hoje, em área aterrada, se localiza a Praça Mauá.
Encontra-se relacionada por BARRETTO (1958), sem maiores detalhes, entre as diversas baterias outrora existentes no Rio de Janeiro (op. cit., p. 256).
Segundo LAYTANO (1959), foi uma das estruturas defensivas reparadas ou levantadas em faxina para reforço da defesa da marinha da cidade, ao tempo do Vice-rei D. José Luís de Castro (1790-1801).
Na realidade esta estrutura deve remontar ao início do século XVIII, uma vez que se encontra identificada sob a legenda "O. Bateria da Parainha [sic] que deve ser reparada" na "Planta da cidade de São Sebastião do Rio de Janeiro com suas fortificações", 1713 (Arquivo Histórico Ultramarino, Lisboa), e no "Plano de Defesa do porto e cidade do Rio de Janeiro", 1713 (Serviço Geográfico do Exército, Rio de Janeiro), de autoria do Capitão de Engenheiros francês Jean Massé, que após as invasões de corsários franceses em 1710 e em 1711, por determinação do rei D. João V (1705-1750), "em 1712 passou com o posto de brigadeiro ao Brasil para examinar e reparar as fortificações daquele Estado." (SOUZA VITERBO, 1988:154). Do mesmo modo, encontra-se referida pelo Governador Antônio de Brito Freire de Menezes (1717-1719), localizada "por detrás da Serra de São Bento" ("Conta sobre a fortificação e artilharia e mais fortalezas da Praça do Rio de Janeiro", 1718. in: RIHGB. Tomo LV Vol. I. p. 222-227).
Figura como Bateria da Prainha na carta de André Vaz Figueira ("Carta Topografica da Cidade de S. Sebastião do Rio de Janeiro", 1750. Mapoteca do Itamaraty, Rio de Janeiro), encomendada por Gomes Freire de Andrade para mostrar as obras de seu governo (1733-1763). Também encontra-se relacionada no "Mapa das Fortificações da cidade do Rio de Janeiro e suas vizinhanças", que integra as "Memórias Públicas e Econômicas da cidade de São Sebastião do Rio de Janeiro para uso do Vice-Rei Luiz de Vasconcellos, por observações curiosas dos anos de 1779 até o de 1789" (RIHGB, Tomo XLVII, partes I e II, 1884. p. 34).